# 第三代罗斯柴尔德男爵维克多·罗斯柴尔德
第三代罗斯柴尔德男爵内森尼尔·迈耶·维克多·罗斯柴尔德，Bt，GBE，GM，FRS（英語：Nathaniel Mayer Victor Rothschild, 3rd Baron Rothschild，1910年10月31日—1990年5月20日），英国银行家、昆虫学家、政治人物，他是罗斯柴尔德家族的成员之一。

## 生平
内森尼尔·迈耶·维克多·罗斯柴尔德是内森尼尔·查尔斯·罗斯柴尔德和罗兹卡·厄斗·冯·魏泽姆斯特恩的第3个孩子，他中学就读于哈罗公学，大学就读于剑桥大学三一学院，他在大学里面学的是哲学、法语、英语。他喜欢打板球并且在大学里面以花花公子的形象闻名，他经常开着布加迪并喜欢搜集稀有的艺术品与书籍。内森尼尔·迈耶·维克多·罗斯柴尔德在读大学期间加入了一个宣扬马克思主义的学生社团——剑桥使徒会，但是他宣称自己“是一个中左翼分子但不是一个马克思主义者”。读大学期间，他认识了2个剑桥使徒会的成员盖伊·伯吉斯、安东尼·布伦特、唐納德·麥克林和1个非剑桥使徒会的成员金·菲尔比，盖伊·伯吉斯、安东尼·布伦特、金·菲尔比当时都是苏联间谍，内森尼尔·迈耶·维克多·罗斯柴尔德给过安东尼·布伦特100英镑去购买尼古拉·普桑的画作《艾利泽和里贝卡》，安东尼·布伦特的遗嘱执行人在1985年卖这幅画时得到了10万英镑的高价（征收遗产税前的价格是19.25万英镑），这幅画现在珍藏在菲茨威廉博物馆。由于内森尼尔·迈耶·维克多·罗斯柴尔德与盖伊·伯吉斯、安东尼·布伦特和金·菲尔比有着良好的关系，而盖伊·伯吉斯、安东尼·布伦特和金·菲尔比是苏联间谍网剑桥五人组的成员，这使得在追查谁是“第五人”的时候内森尼尔·迈耶·维克多·罗斯柴尔德受到怀疑。
1933年，内森尼尔·迈耶·维克多·罗斯柴尔德和芭芭拉·朱迪思·哈钦森结婚，两人有3个孩子。
1937年8月27日，内森尼尔·迈耶·维克多·罗斯柴尔德的叔叔莱昂内尔·沃尔特·罗斯柴尔德去世，内森尼尔·迈耶·维克多·罗斯柴尔德继承了他的叔叔的罗斯柴尔德男爵的称号。
第二次世界大战期间，内森尼尔·迈耶·维克多·罗斯柴尔德加入了英国安全局（即军情五处），他是BIC部门的负责人，他的任务是拆除炸弹、对敌方散布谣言、对敌方派出间谍等。他因为“在危险的情况下从事危险的工作”获得过乔治勋章。
1946年，内森尼尔·迈耶·维克多·罗斯柴尔德和特里莎·乔治娜·迈耶结婚，他们有四个孩子。
第二次世界大战结束之后，内森尼尔·迈耶·维克多·罗斯柴尔德回到剑桥大学从事动物学研究，1963年至1970年，他在壳牌公司工作过，他还担任过玛格丽特·撒切尔的顾问。
从20世纪50年代开始，内森尼尔·迈耶·维克多·罗斯柴尔德一直被怀疑是苏联间谍，1986年12月3日，内森尼尔·迈耶·维克多·罗斯柴尔德在一家英国报纸上发表声明，宣称“自己不是，也从来不是苏联间谍”。1987年7月31日，英国安全局（即军情五处）彼得·赖特书《抓间谍者》出版，彼得·赖特在书中多次表达了对内森尼尔·迈耶·维克多·罗斯柴尔德的怀疑，但是内森尼尔·迈耶·维克多·罗斯柴尔德对这些指控很坦然。
作为一个工党成员，虽然与英国首相玛格丽特·撒切尔的保守党在很多问题上意见向左，内森尼尔·迈耶·维克多·罗斯柴尔德在1987年参与了协助英国首相玛格丽特·撒切尔逼迫BBC总裁麦金太尔·米尔恩下台的行动。时任BBC董事会主席的马默杜克·赫西在后来的回忆录《运气支配着一切》（Chance Governs All）中这样回忆道：“'你能炒掉总裁吗？罗斯柴尔德要求道'”。
内森尼尔·迈耶·维克多·罗斯柴尔德在晚年时期担任他们家族银行的董事长，他企图解决他的两个年轻的亲戚之间的派系斗争，但是失败了。
1990年5月20日，内森尼尔·迈耶·维克多·罗斯柴尔德去世。

## 家庭与世系表

### 家庭
1933年，内森尼尔·迈耶·维克多·罗斯柴尔德和芭芭拉·朱迪思·哈钦森结婚，两人有如下3个孩子：
- 萨拉·罗斯柴尔德（1934年生）
- 内森尼尔·查尔斯·雅各布·罗斯柴尔德（1936年生）
- 米兰达·罗斯柴尔德（1940年生）

1946年，内森尼尔·迈耶·维克多·罗斯柴尔德和特里莎·乔治娜·迈耶结婚，两人有如下4个孩子：
- 艾玛·乔治娜·罗斯柴尔德（1948年）
- 本杰明·迈耶·罗斯柴尔德（1958年出生并在同一年夭折）
- 维多利亚·凯瑟琳·罗斯柴尔德（1953年）
- 阿姆谢尔·迈耶·詹姆斯·罗斯柴尔德（1955年-1996年）

### 祖先的世系表
|  | 迈耶·阿姆谢尔·罗斯柴尔德    | 迈耶·阿姆谢尔·罗斯柴尔德    |  | 古特·斯纳帕                 | 古特·斯纳帕                 |  |                                 |                                 |  |                                    |                                    |
|  |                             |                             |  |                             |                             |  |                                 |                                 |  |                                    |                                    |
|  |                             |                             |  |                             |                             |  |                                 |                                 |  |                                    |                                    |
|  |                             |                             |  |                             |                             |  |                                 |                                 |  |                                    |                                    |
|  | 内森·迈耶·罗斯柴尔德        | 内森·迈耶·罗斯柴尔德        |  | 卡尔·迈耶·冯·罗斯柴尔德     | 卡尔·迈耶·冯·罗斯柴尔德     |  |                                 |                                 |  |                                    |                                    |
|  |                             |                             |  |                             |                             |  |                                 |                                 |  |                                    |                                    |
|  |                             |                             |  |                             |                             |  |                                 |                                 |  |                                    |                                    |
|  | 莱昂内尔·内森·德·罗斯柴尔德 | 莱昂内尔·内森·德·罗斯柴尔德 |  | 夏洛特·冯·罗斯柴尔德        | 夏洛特·冯·罗斯柴尔德        |  | 迈耶·卡尔·冯·罗斯柴尔德         | 迈耶·卡尔·冯·罗斯柴尔德         |  |                                    |                                    |
|  |                             |                             |  |                             |                             |  |                                 |                                 |  |                                    |                                    |
|  |                             |                             |  |                             |                             |  |                                 |                                 |  |                                    |                                    |
|  | 内森·迈耶·罗斯柴尔德        | 内森·迈耶·罗斯柴尔德        |  |                             |                             |  | 艾玛·路易丝·冯·罗斯柴尔德       | 艾玛·路易丝·冯·罗斯柴尔德       |  |                                    |                                    |
|  |                             |                             |  |                             |                             |  |                                 |                                 |  |                                    |                                    |
|  |                             |                             |  |                             |                             |  |                                 |                                 |  |                                    |                                    |
|  | 内森尼尔·查尔斯·罗斯柴尔德  | 内森尼尔·查尔斯·罗斯柴尔德  |  | 罗兹卡·厄斗·冯·魏泽姆斯特恩 | 罗兹卡·厄斗·冯·魏泽姆斯特恩 |  |                                 |                                 |  |                                    |                                    |
|  |                             |                             |  |                             |                             |  |                                 |                                 |  |                                    |                                    |
|  |                             |                             |  |                             |                             |  |                                 |                                 |  |                                    |                                    |
|  |                             |                             |  |                             |                             |  |                                 |                                 |  |                                    |                                    |
|  | 米里亚姆·路易莎·罗斯柴尔德  | 米里亚姆·路易莎·罗斯柴尔德  |  | 伊丽莎白·夏洛特·罗斯柴尔德  | 伊丽莎白·夏洛特·罗斯柴尔德  |  | 内森尼尔·迈耶·维克多·罗斯柴尔德 | 内森尼尔·迈耶·维克多·罗斯柴尔德 |  | 凯瑟琳·安妮·潘诺尼卡·德·科尼斯瓦特 | 凯瑟琳·安妮·潘诺尼卡·德·科尼斯瓦特 |